# بيت مدار (مناخة)

تعديل مصدري - تعديل

بيت مدار هي إحدى قرى عزلة حصبان بمديرية مناخة التابعة لمحافظة صنعاء، بلغ تعداد سكانها 374 نسمة حسب تعداد اليمن لعام 2004.